# Campeonato de Primera División 1899 (Argentina)
El campeonato de Primera División 1899, denominado oficialmente Championship Cup 1899, fue organizado por The Argentine Association Football League. Se jugó en dos ruedas de todos contra todos, entre el 25 de mayo y el 9 de septiembre.
Tuvo un desarrollo irregular, ya que Lanús Athletic solo disputó dos partidos y los cuatro restantes se le dieron por perdidos, mientras que el encuentro entre Lomas y Lobos fue adjudicado a este último equipo. El campeón invicto fue el Belgrano Athletic Club. 
Esta temporada se destaca, además, porque fue la primera en la que se jugó el torneo de segunda división, aunque sin un régimen de ascensos y descensos. También fue, junto a las 2 ediciones siguientes, la temporada como menos equipos participantes de la historia del fútbol argentino.

## Incorporaciones y relegamientos
| Equipos incorporados |
| -------------------- |
| No hubo              |

| Pos | Equipos relegados en la temporada 1898 |
| --- | -------------------------------------- |
| Des | United Banks                           |
| Des | Palermo Athletic                       |
| Ret | Banfield Athletic                      |

De esta manera, los participantes se redujeron a 4 equipos.

## Tabla de posiciones final
| Pos | Equipo            | Pts | PJ | G | E | P | GF | GC | DIF |
| --- | ----------------- | --- | -- | - | - | - | -- | -- | --- |
| 1.º | Belgrano Athletic | 11  | 6  | 5 | 1 | 0 | 10 | 2  | 8   |
| 2.º | Lobos Athletic    | 9   | 6  | 4 | 1 | 1 | 4  | 2  | 2   |
| 3.º | Lomas Athletic    | 3   | 6  | 1 | 1 | 4 | 2  | 8  | -6  |
| 4.º | Lanús Athletic    | 1   | 6  | 0 | 1 | 5 | 1  | 5  | -4  |

|  | Campeón.             |
|  | Fueron desafiliados. |

## Resultados
| Local    | Resultado | Visitante | Fecha           |
| -------- | --------- | --------- | --------------- |
| Lobos    | 2 - 0     | Lomas     | 14 de mayo      |
| Lanús    | 0 - 1     | Belgrano  | 25 de mayo      |
| Belgrano | 4 - 1     | Lomas     | 28 de mayo      |
| Lobos    | -         | Lanús     | 16 de junio     |
| Lanús    | 1 - 1     | Lomas     | 24 de junio     |
| Belgrano | 2 - 1     | Lobos     | 24 de junio     |
| Lanús    | 0 - 1     | Lobos     | 29 de junio     |
| Belgrano | 2 - 0     | Lanús     | 9 de julio      |
| Lomas    | 0 - 1     | Belgrano  | 16 de julio     |
| Lomas    | -         | Lanús     | 6 de agosto     |
| Lomas    | -         | Lobos     | 15 de agosto    |
| Lobos    | 0 - 0     | Belgrano  | 9 de septiembre |

## Desafiliaciones y afiliaciones
Con Lobos Athletic eliminado por razones de distancia y Lanús Athletic desafiliado, sus lugares para el torneo de 1900 fueron ocupados por English High School Athletic Club y Quilmes.